# Synaspismós
Synaspismós (en griego: ‘Coalición’) es el nombre que recibió la Coalición de los Movimientos de Izquierda y Ecológicos (en griego: Συνασπισμός της Αριστεράς των Κινημάτων και της Οικολογίας, Synaspismos tis Aristerás tu Kinīmátōn kai tis Oikologías), partido político griego de izquierda fundado en 1991 y disuelto en 2013, que a partir de 2004 formó parte de la Coalición de la Izquierda Radical (Syriza).

## Primera coalición
Synaspismos surgió inicialmente como una coalición electoral a finales del decenio de 1980 de los dos partidos comunistas griegos (el prosoviético Partido Comunista de Grecia (KKE) e Izquierda griega, sucesor del eurocomunista KKE (Interior). La desintegración de la URSS había traído  la desunión de la izquierda lo que provocó que la dirección del KKE expulsara a los elementos considerados como oportunistas y revisionistas, casi el 45% de los miembros del Comité Central, incluido el exsecretario general Grigorios Farakos, y algunos comités locales.

### Resultados electorales
| 1989              | Parlamento europeo | 936,175 | 14.3  | 3  |
| Junio de 1989     | Parlamento         | 855,944 | 13.1  | 28 |
| Noviembre de 1989 | Parlamento         | 734,611 | 11.0  | 21 |
| 1990              | Parlamento         | 677.059 | 10,28 | 19 |

## Segunda coalición

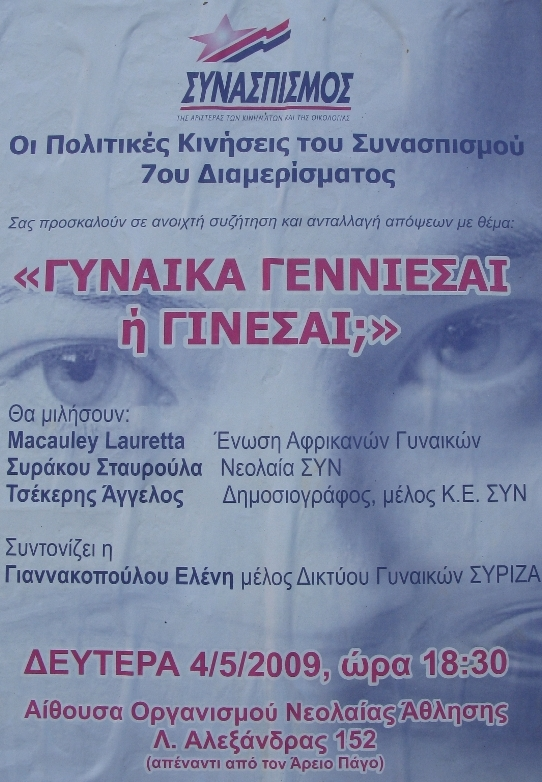
Cartel de Synaspismós

Después de la separación, los renovadores del KKE y los otros partidos de la coalición, decidieron convertirse en un partido político en 1991. Aunque el experimento parecía tener un gran potencial, los conflictos ideológicos debilitaron el nuevo partido. En las elecciones legislativas de 1993, no llegó al límite del 3% para entrar en el Consejo de los Helenos. Pero al año siguiente, obtuvo su mejor resultado (6,26%) en las elecciones de 1994 para el Parlamento Europeo. Dos años más tarde, con el 5,12%, obtuvo su puntuación más alta en las elecciones al Parlamento griego.
En las elecciones legislativas de 2000, SYN fue apoyada por el pequeño partido AKOA y un pequeño grupo de ecologistas. Tras las elecciones, algunos miembros del Comité Nacional, que habían pedido el acercamiento a los socialdemócratas, dejaron el partido acusando al resto de neo-comunistas y creó el AEKA. AEKA nació dividido y pocos meses después se disolvió, cuando el jefe del partido se convirtió en Subsecretario del gobierno de Costas Simitis.
En las elecciones legislativas de 2004, Synaspismos formó una alianza llamada Syriza, junto con varios partidos más pequeños (AKOA, Keda, DEA, Ciudadanos Activos), pero se presentaron a las elecciones europeas de ese año por su cuenta, por los desacuerdos ideológicos dentro del partido. La alianza con los partidos más pequeños se formó nuevamente a finales de 2005, cuando Aleko Alavanos propuso al joven de 30 años Alexis Tsipras como candidato a la alcaldía de Atenas para las elecciones municipales de 2006, proclamando la apertura a una generación más joven de la coalición. La candidatura fue bien recibida, especialmente por los votantes más jóvenes, y formaron el trampolín del partido para las elecciones generales griegas de 2007. 
En febrero del 2008, Tsipras fue elegido presidente de la coalición en sustitución de Aleko Alavanos, quien renunció alegando problemas de salud. Después, Syriza también participó en las elecciones legislativas de 2009 y 2012 y en las europeas de 2009.
El partido se disolvió en 2013 y se integró a SYRIZA, que por aquel entonces ya se había constituido como partido político (en mayo de 2012).

### Resultados electorales
| Comicios | # de votos | % de votos | Escaños | +/– | Posición | Resultado          |
| -------- | ---------- | ---------- | ------- | --- | -------- | ------------------ |
| 1993     | 202.887    | 2,9        | 0/300   |     | 5.º      | Extraparlamentario |
| 1996     | 347.236    | 5,12       | 10/300  | 10  | 4.º      | Oposición          |
| 2000     | 219.880    | 3,20       | 6/300   | 4   | 4.º      | Oposición          |

| Resultados, 1993–2007 | Resultados, 1993–2007 | Resultados, 1993–2007 | Resultados, 1993–2007 | Resultados, 1993–2007 |
| Presentado en SYRIZA  |                       |                       |                       |                       |
| Año                   | Elecciones            | Votos                 | %                     | Escaños               |
| --------------------- | --------------------- | --------------------- | --------------------- | --------------------- |
| 1994                  | Parlamento europeo    | 408,066               | 6.3                   | 2                     |
| 1999                  | Parlamento europeo    | 331,928               | 5.16                  | 2                     |
| 2004                  | Parlamento europeo    | 254,447               | 4.16                  | 1                     |
| 2009                  | Parlamento europeo    | 240,930               | 4.70                  | 1                     |